# Friapácio da Pártia
Friapácio da Pártia governou o Império Parto desde 191 a.C. até 176 a.C.. Era neto de Tiridates I da Pártia, irmão de Ársaces I da Pártia que foi o fundador da dinastia arsácida.
Governou após o período das invasões da Pártia efectuadas pelo rei Antíoco III Magno do Império Selêucida
Foi pai de três rei da dinastia:
- Fraates I da Pártia (seu sucessor)
- Mitrídates I da Pártia
- Artabano I da Pártia